# 武廟十哲
武廟十哲，唐朝武廟祭祀中，以前代十位名将配享的制度。
唐玄宗開元十九年（731年），置太公尚父廟，祭祀周朝初年名臣吕尚（太公望）。仿效孔子庙，设置十哲配享。孔子庙的十哲为孔门十哲，出自《论语·先进》。武庙十哲是由史館选出古名将十位。唐肃宗上元元年（760年），肃宗尊太公為武成王，武廟（武成王廟）正式建立。同时确定十哲坐像的位次。唐德宗建中三年（782年）又选出武廟六十四將，与十哲合祀。宋徽宗宣和五年（1123年），对武庙的陪祀人物共有历代名将七十二人。分成殿上十人及两庑六十二人两组，无十哲之名，却有其实。

## 武廟十哲
| 姓名   | 朝代 | 官爵                         | 位次（唐） | 位次（宋） |
| ------ | ---- | ---------------------------- | ---------- | ---------- |
| 白起   | 秦国 | 武安君                       | 左一       | 无         |
| 韓信   | 西漢 | 淮陰侯                       | 左二       | 西侧三     |
| 諸葛亮 | 蜀漢 | 丞相                         | 左三       | 东侧四     |
| 李靖   | 唐朝 | 尚書右僕射、衞國公           | 左四       | 西侧四     |
| 李勣   | 唐朝 | 司空、英國公                 | 左五       | 东侧五     |
| 張良   | 西漢 | 太子少傅                     | 右一       | 配享面南   |
| 田穰苴 | 齐国 | 大司馬                       | 右二       | 西侧一     |
| 孫武   | 吴国 | 將軍                         | 右三       | 东侧二     |
| 吳起   | 魏国 | 西河守                       | 右四       | 东侧三     |
| 樂毅   | 燕国 | 昌國君                       | 右五       | 无         |
| 管仲   | 齐国 | 相国                         | （64将）   | 东侧一     |
| 范蠡   | 越国 | 相国                         | （64将）   | 西侧二     |
| 郭子仪 | 唐朝 | 太尉、中书令、尚父、汾阳郡王 | （64将）   | 西侧五     |